# Bandolerisme a Mallorca
El bandolerisme va ser un fet endèmic de les societats rurals de l'antic règim, en especial de les mediterrànies. La irrupció periòdica del banditisme solia anar vinculada a fams, pestes o guerres. A les Illes Balears el banditisme apareix en temps molt primerencs, encara que la primera gran explosió de bandolerisme tengué lloc a conseqüència de la repressió de les Germanies (1520-1521).
Els bandejats eren les persones que havien estat reclamades, per mitjà de ban o de crida, per a presentar-se davant la cort judicial o constituir-se en presoners. D'aquí ve que bandejat a Mallorca esdevingué un sinònim de bandoler.
D'altra banda era freqüent que els bàndols nobiliaris organitzassin colles de bandolers, les quals actuaven com a exèrcits particulars, cosa que fa que la història del bandolerisme es confongui parcialment amb els enfrontaments interns de l'oligarquia mallorquina.

## Història del bandolerisme mallorquí

### Els bandolers mallorquins del s. XVI
Durant tot el segle xvi Mallorca va estar plena de petites colles de bandejats que, ajudats de cans de brega, atacaven viatgers, colles enemigues, esclaus fugitius o pirates. El principal nucli de bandolers d'aquest període fou la vila de Bunyola, on actuava la colla del Bord d'Alfàbia, probablement al servei de la família Santacília. L'augment demogràfic i les fams que es donaren a partir de 1580 causaren un increment de la conflictivitat social. Hi va haver un nombre considerable de persones que, per sobreviure, hagueren d'actuar de forma il·legal, esdevenint bandolers. El petit lladre que cometia delictes impulsat per la necessitat, aviat havia de fugir a les muntanyes i agrupar-se en colles.
Amb l'esclafit dels Canamunt i Canavall les faccions nobiliàries mallorquines entraren en nous enfrontaments en els quals hi podien intervenir colles de bandolers. Destacà la Colla de Selva, organitzada per Arnau de Santacília i dirigida pel capellà Mateu Ferragut, conegut per en Boda o el capellà Boda, que arribà a aplegar més de 30 bandejats i disposava d'una infraestructura estesa per tota l'illa. En una topada a Lluc quedà en part desfeta i el seu capità, un germà del capellà Boda, va ser executat de manera sumaríssima, amb altres bandolers. Ferragut decidí venjar-se amb l'ajuda dels Canamunt, assassinant el jutge de la Reial Audiència de Mallorca Jaume Joan de Berga. Amb la repressió que seguí aquest crim la colla va ser desfeta.

### Elseglexviioel segle dels bandejats
A la dècada del 1630 torna a aparèixer una gran colla de bandolers situada a l'entorn de la vila de Selva. La colla va arribar a enquadrar més de 100 bandolers i va ser dirigida per Llorenç Coll Barona, amb el suport de Miquel de Santacília. En Barona va arribar a negociar amb el virrei com si fos una autoritat independent i quan va ser assassinat la seva mort va provocar una llarga sèrie de venjances. En aquesta època el banditisme sembla molt lligat a la lluita entre Canamunts i Canavalls. La família dels Santacília va estar molt relacionada amb colles importants, i fins i tot membres seus com Pere de Santacília foren bandejats actius.
Els bandolers també apareixen sovint vinculats a les lluites antisenyorials. De fet els principals nuclis de colles de bandolers foren viles on hi hagué problemes d'aquesta casta. Els bandolers intervingueren a Santa Margalida en l'enfrontament entre el Comte Mal i els vilatans, tant en una part com en l'altra. El Comte Mal va arribar a comptar amb més de 100 bandolers al seu servei.
Cap al 1660 els bàndols de Canamunt i Canavall estaven pràcticament pacificats i hi havia una voluntat general d'acabar amb les colles. Per aquest motiu el 1666 s'emprengué una vertadera campanya militar contra es bandejats que va arribar a ser molt efectiva gràcies al suport de les viles foranes.

### La Guerra de Successió i les seves conseqüències
Amb la Guerra de Successió, botiflers i maulets intentaren refer les colles per posar-les al seu servei, però el final de la guerra i les seves conseqüències dugueren a la decadència del bandolerisme mallorquí. A principis del segle xviii les colles tornaven a ser petites i sembla que hi jugaven un paper important els desertors de l'exèrcit. D'aquest període cal destacar la figura de Mateu Reus Rotget, que ha deixat empremta en la memòria popular. El 1721 es va emprendre una altra gran campanya militar en contra dels bandejats. El 1729, amb l'execució d'en Rotget es tanca una època. A partir de llavors el banditisme perdrà importància.

## La violència endèmica
Els bandejats mallorquins, en general, formen part del bandolerisme social, ja que les seves causes no són particulars o personals, sinó que neixen de les condicions de vida i les relacions socials existents a Mallorca. D'altra manera no seria comprensible un fenomen que durant segles afectà un nombre tan important de persones i famílies.
Jaume Serra i Barceló parla de l'existència d'un clima de terror. La societat mallorquina posterior a la conquesta cristiana de 1229 va ser una societat força violenta i en la qual l'ús d'armes era un fet quotidià. Una simple brega podia acabar de manera tràgica. Aquestes situacions provocaven una xarxa complexa de comunitats de venjança. La violència creava més violència. Les lluites entre els bàndols eren el terreny de conreu més apte per venjances i assassinats. I no es pot negligir la situació generada per la reacció senyorial dels segles xvi i xvii, amb l'intent d'establir noves jurisdiccions senyorials i d'augmentar l'extracció de renda del treball pagès.

## Les formes de la persecució dels bandolers
Les autoritats mallorquines intentaren sovint combatre els bandolers, però el suport que tenien entre les faccions nobiliàries feia difícil l'èxit de les persecucions. Aquest fou el cas dels Canamunt i Canavall en el segle xvii. Les persecucions més importants foren les del 1666 i del 1721. Una de les mesures habituals era el desterrament fora de l'illa, sovint a Menorca. A vegades s'oferia la possibilitat al bandoler de prestar un període de servei en els exèrcits reials. Altres vegades es posava preu al seu cap. Però la persecució sols era efectiva si s'aconseguien rompre les xarxes de solidaritat que proporcionaven als perseguits ordres, queviures, notícies, robes, armes, etc.
- El bandejament. Consistia a posar una persona, a través d'un ban, fora de la llei. D'aquesta manera el bandejat havia d'abandonar la seva comunitat d'origen. Generalment, amb el bandejament es posava preu al cap del bandejat. Aquest s'havia de refugiar en muntanyes i garrigues, ja que cap persona li podia donar ajuda, aliments, medecines, armes o vestits.

- Les recompenses. Hi solia haver un preu per capturar-lo viu i un altre si era mort. Si tenia béns, se subhastaven per pagar les recompenses, en cas contrari es pagaven del Reial Patrimoni. Per Llorenç Coll Barona s'arribaren a oferir 1.000 lliures (4.000 jornals de feina).

- Els comissaris reials. Eren els oficials reials encarregats de perseguir els bandejats. A vegades hi havia bandejats que obtenien el nomenament de comissari per a perseguir altres bandejats.

- La pau i treva. La guerra privada havia estat prohibida a Mallorca per Jaume I, però de fet s'exercia. Hi hagué paus generals de diverses categories. La seva signatura solia implicar la sortida de l'illa dels caps de la banderia i dels bandolers que actuaven com a mercenaris.

- El sagrament i homenatge. Era un acte de concòrdia entre les parts, a vegades a temps determinat, que es jurava davant el virrei i implicava fortes multes al qui el trencàs. Solia anar acompanyat d'un guiatge.

- El guiatge. Era un permís de lliures moviments que podien obtenir els bandejats a canvi d'oferir determinats serveis a les autoritats (com per exemple esdevenir comissaris).

- Els fautors. Eren denominades així les persones que protegien, nodrien i ajudaven els bandejats i que actuaven de pont entre ells i les seves comunitats. La fautoria era considera un delicte i en moltes d'ocasions el pas previ al bandejament. Els fautors eren perseguits per les autoritats o, a vegades, per les colles enemigues.

- Refugi en sagrat. El Dret Canònic reglamentava que qualsevol persona que fugís de la justícia i entràs en un lloc sagrat (església, cementeri o monestir) no podia ser capturada (dret d'asil). Aquest fet arribà a ser un problema per a l'església. Els asilats hi entraven dones, cuinaven, ballaven, cantaven i jugaven en lloc sagrat. El cas més notori va ser el de la Seu, on sorgí una petita ciutat a les cobertes. La primera andanada contra aquest dret es va prendre en temps de Carles V i l'èxit de les campanyes contra els bandolers sols va ser una realitat quan els bisbes restringiren el privilegi.

- Els casolans.Eren esclaus, criats o llogaters de certes cases aristocràtiques que es vinculaven als conflictes dels seus senyors. A finals del segle xvi actuaven de pont entre els cavallers i les colles. Amb el temps passaren a ser els membres d'un bàndol que actuaven com a suport de cavallers i bandolers en lluita. Els fautors i casolans quan anaven amb bandolers havien d'anar desarmats, ja que d'aquesta manera defugien les penes per ser portadors d'armes i agavellats.

## L'armament
Els bandejats duien al damunt armes diverses: coltells, punyals, dagues, arcabussos, pistoles, ballestes, etc. De fet Jaume Serra atribueix la pacificació posterior a la Guerra de Successió al desarmament del poble. L'ús de les armes a Mallorca venia determinat per la seva situació fronterera i l'existència d'un exèrcit format pel poble en armes. Les armes determinaren la mateixa formació de les colles de bandolers. La gran revolució va tenir lloc amb la introducció de les armes de foc uns anys abans de les Germanies, però no entraren a les colles fins a la dècada de 1580.
- Les ballestes. Fins a 1580 foren l'arma per excel·lència dels bandolers. Mallorca n'era un important centre de producció i les ballestes mallorquines destacaven per la seva qualitat. Utilitzaven dardells (passadors) i a vegades les puntes duien verí obtengut de diverses substàncies. En el segle xvii fou totalment substituïda per l'arcabús.

- Armes de foc. Hi havia diferents classes d'arcabussos: pedrenyals, bufetons, pistoles, etc. Es disparaven amb una metxa encesa i aquest fet provocava una olor que podia descobrir els bandolers. La introducció de l'arcabús de pedra i de roda representà una millora tècnica.

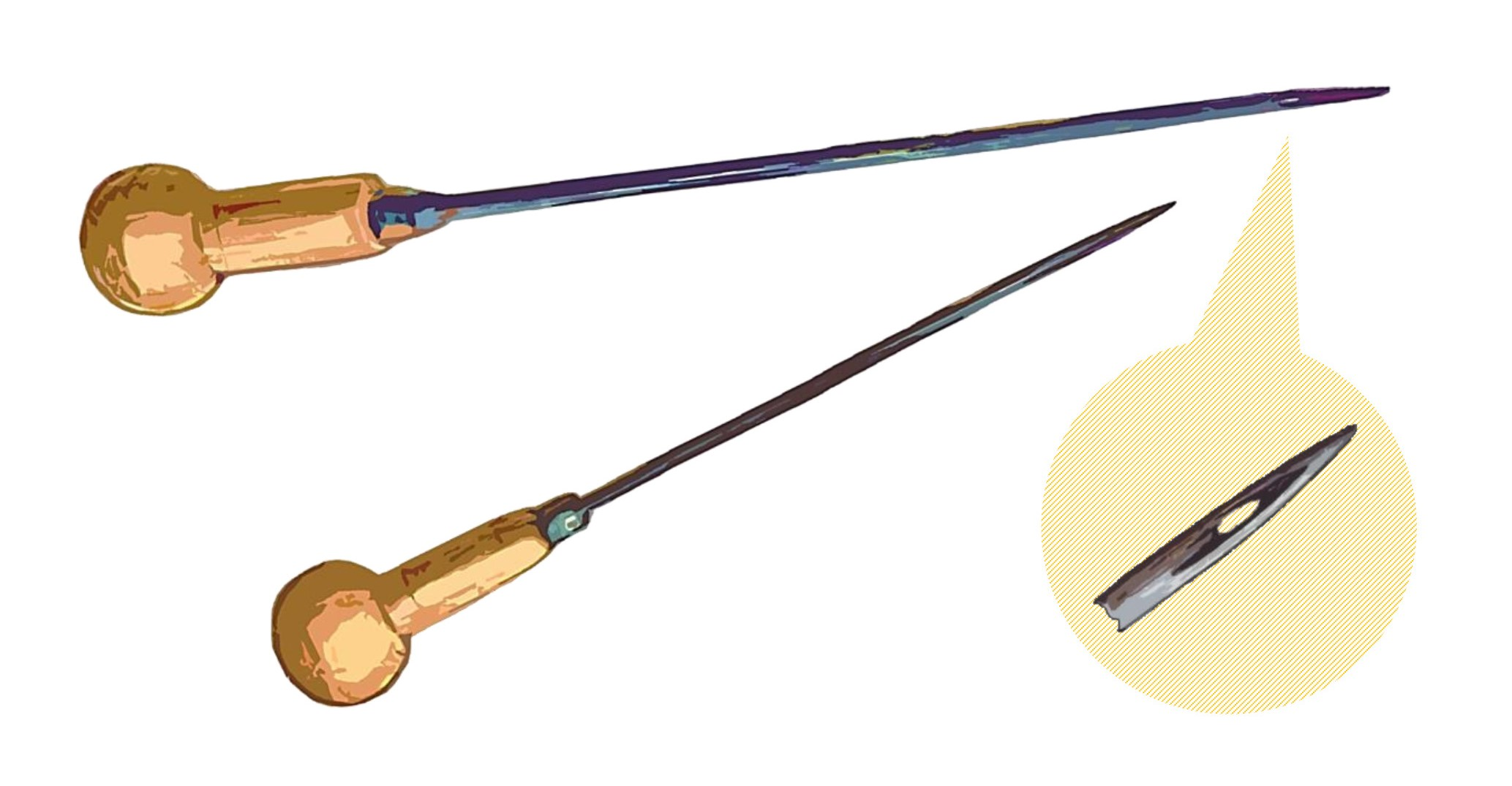
Infografia de l'agulla d'espardenyer, l'arma típica dels menestrals mallorquins per a assassinar.

- Armes de tall. La més coneguda era l'espasa que a Mallorca no era exclusiva dels cavallers. Els bandolers en duien però no les utilitzaven gaire. Més habituals eren els coltells, dagues i punyals. Existia una classe de coltell anomenat misericòrdia que s'emprava per rematar els ferits. L'agulla espardenyera (una llarga agulla corba, sovint amb mànec i amb un ull a la punta) era una eina de menestral utilitzada per cometre assassinats.

- Els cans d'ajuda. Els cans d'ajuda foren una arma habitual en les colles de bandejats mallorquins. En l'atac dels corsaris berberescs a Sóller de 1561 una colla de bandejats actuà contra els pirates usant cans d'ajuda. La seva actuació en favor dels sollerics els va valer el perdó reial. A partir de 1573 les autoritats adoptaren mesures repressores que acabaren extingint la raça. Eren alts, de pèl obscur i d'ulls vermells. Havien estat usats per caçar bous i esclaus fugitius. També s'utilitzaven en bregues de cans i braus.